# Charles Lenox Remond
Charles Lenox Remond (Salem, 1º febbraio 1810 – Boston, 22 dicembre 1873) è stato un attivista, oratore ed abolizionista statunitense.
Tenne conferenze contro la schiavitù nel nord-est e nel 1840 viaggiò nelle isole britanniche in tournée con William Lloyd Garrison. Durante la guerra civile americana, reclutò neri per le truppe di colore degli Stati Uniti, aiutando il personale delle prime due unità inviate dal Massachusetts. Discendente di una numerosa famiglia di imprenditori afroamericani, era fratello di Sarah Parker Remond, anche lei docente contro la schiavitù.

## Biografia

### I primi anni
Remond nacque a Salem, nel Massachusetts, da John Remond, un uomo libero di colore, originario dell'Isola di Curaçao, che faceva il parrucchiere, e da Nancy Lenox, figlia di un importante bostoniano, parrucchiere e ristoratore. Il Massachusetts aveva effettivamente abolito la schiavitù dopo la Rivoluzione con la sua nuova costituzione. Figlio maggiore di otto figli, Charles Remond iniziò presto il suo attivismo contro la schiavitù del sud. Tra i suoi fratelli vi erano le sorelle Nancy, Cecilia, Maritchie Juan, Caroline e Sarah Parker e il fratello minore John Remond.
A vent'anni Remond iniziò a parlare a favore dell'abolizione della schiavitù in occasione di incontri pubblici e conferenze in Massachusetts, Rhode Island, Maine, New York e Pennsylvania.

### Attivismo
Nel 1838 la Massachusetts Anti-Slavery Society lo scelse come uno dei suoi funzionari. Come delegato dell'American Antislavery Society, nel 1840 si recò con William Lloyd Garrison, uno dei principali abolizionisti americani, alla World's Anti-Slavery Convention di Londra. Il giovane Remond si guadagnò la reputazione di conferenziere eloquente e si dice che sia stato il primo oratore pubblico nero a parlare di abolizione. Fu descritto come uno che si esprimeva con “militanza” e arguzia.
Remond propose una risoluzione alla prima Colored Convention in Philadelphia (1830), in cui si chiedeva ai neri di abbandonare “in massa” qualsiasi chiesa “che li discriminasse nel posto a sedere o al servizio della comunione”. La loro risoluzione fu adottata.
Nel 1840, quando alle delegate femminili furono negati i posti alla World Anti-Slavery Convention di Londra, Lenox e Garrison protestarono e uscirono con le donne.
Nel 1857, durante un incontro tenuto a New Brighton da Remond e da sua sorella Sarah, anch'essa conferenziera abolizionista, Remond disse: “Quando il mondo imparerà che ‘la mente fa l'uomo’, che la bontà, il valore morale e l'integrità d'animo sono i veri criteri di valutazione del carattere, allora il pregiudizio contro la casta e il colore della pelle cesserà di esistere”.
Durante la Guerra Civile, Remond reclutò soldati neri nel Massachusetts per le United States Colored Troops dell'Union Army, contribuendo a formare le prime, famose unità del 54° Fanteria del Massachusetts.

### Lavoro
La famiglia di Remond possedeva e gestiva un'attività di successo di parrucchiere e un servizio di catering a cui partecipavano diversi membri. Le sue tre sorelle, Cecilia, Maritchie e Caroline, possedevano un salone di parrucchiere per donne e la più grande fabbrica di parrucche dello Stato.
Alla fine Remond si mise in proprio. Dopo la fine della Guerra Civile, si trasferì a Boston, dove lavorò come impiegato presso la Dogana degli Stati Uniti. Lavorò anche come ispettore di lampioni. In seguito acquistò una fattoria a South Reading (oggi Wakefield), nel Massachusetts.

## Matrimonio e famiglia
Remond si sposò nel settembre 1850 con Amy Matilda Cassey (nata Williams), figlia del reverendo Peter Williams, Jr. Era la vedova del ricco barbiere di Filadelfia Joseph Cassey, dal quale ebbe otto figli, tra cui Peter William Cassey e una figlia adottiva, Annie E. Wood, zia materna di Charlotte Forten Grimké. Dopo il matrimonio con Remond, si trasferì a Salem, dove visse fino alla morte, avvenuta il 15 agosto 1856.
Due anni dopo, Remond si sposò nuovamente con Elizabeth Magee, nativa della Virginia, a Newton il 5 luglio 1858. Ad officiare fu il predicatore abolizionista Theodore Parker. Prima della sua morte, avvenuta nel 1871, Elizabeth e Remond ebbero quattro figli: Amy Matilda (1859-72), Charles Lenox, Jr. (1860-82), Wendell Phillips (1863-66) e Albert Ernest Remond (1866-1903).
Remond morì a Boston nel dicembre 1873. È sepolto nel cimitero di Harmony Grove, a Salem.
Frederick Douglass diede il suo nome ad uno dei suoi figli: Charles Remond Douglass.